# 電ファミニコゲーマー
電ファミニコゲーマー（でんファミニコゲーマー）は、株式会社マレが運営している日本のゲームメディア。

## 歴史
「niconico」「電撃」「ファミ通」「4Gamer.net」から情報提供を受けるキュレーションサイトとして2016年2月に開設された。サイト名はこの四つに由来しており、運営はドワンゴ、KADOKAWA、ハーツユナイテッドグループが共同出資していた企業であるリインフォースが担った。その後、リインフォースがドワンゴのニュース部門に統合されたが、2019年7月1日に事業が編集長の平信一が社長を務める株式会社マレに移管された。
2020年6月、新しいプロジェクトである「日本モバイルゲーム産業史」を発表した。

## 特徴
記事はインタビュー系が強いとされる。

## 連載
2017年5月31日から2020年1月3日まで、田中圭一によるゲーム業界のレポート漫画『若ゲのいたり〜ゲームクリエイターの青春〜』が連載された。